# Терлецкий, Владимир Николаевич (Герой Советского Союза)
Влади́мир Никола́евич Терле́цкий (1918—1943) — шофёр боевой машины БМ-13 273-го гвардейского миномётного дивизиона 50-го гвардейского миномётного полка Северо-Кавказского фронта, гвардии старший сержант. Герой Советского Союза.

## Биография
Родился 23 апреля 1918 года в селе Плисков, ныне посёлок городского типа Погребище Погребищенского района Винницкой области Украины, в семье служащего. Украинец. Окончил 9 классов, работал шофёром на Погребищенском сахарном заводе.
В Красной Армии с 1940 года. На фронте в Великую Отечественную войну с августа 1942 года. Шофёр боевой машины БМ-13 273-го гвардейского миномётного дивизиона гвардии старший сержант Владимир Терлецкий в бою 28 мая 1943 года за населённые пункты Киевское и Молдаванское Краснодарского края, ведя «катюшу» на огневую позицию, был тяжело ранен, но до конца выполнил свой воинский долг. Умер от полученных ран. Первоначально был похоронен на военном кладбище, которое находилось на территории школы № 2 города Темрюк Краснодарского края. Позднее был перезахоронен на Темрюкском городском мемориале. На могиле установлен памятник.
За мужество и героизм Указом Президиума Верховного Совета СССР от 25 октября 1943 года гвардии старшему сержанту Терлецкому Владимиру Николаевичу посмертно присвоено звание Героя Советского Союза. Награждён орденом Ленина.

## Память

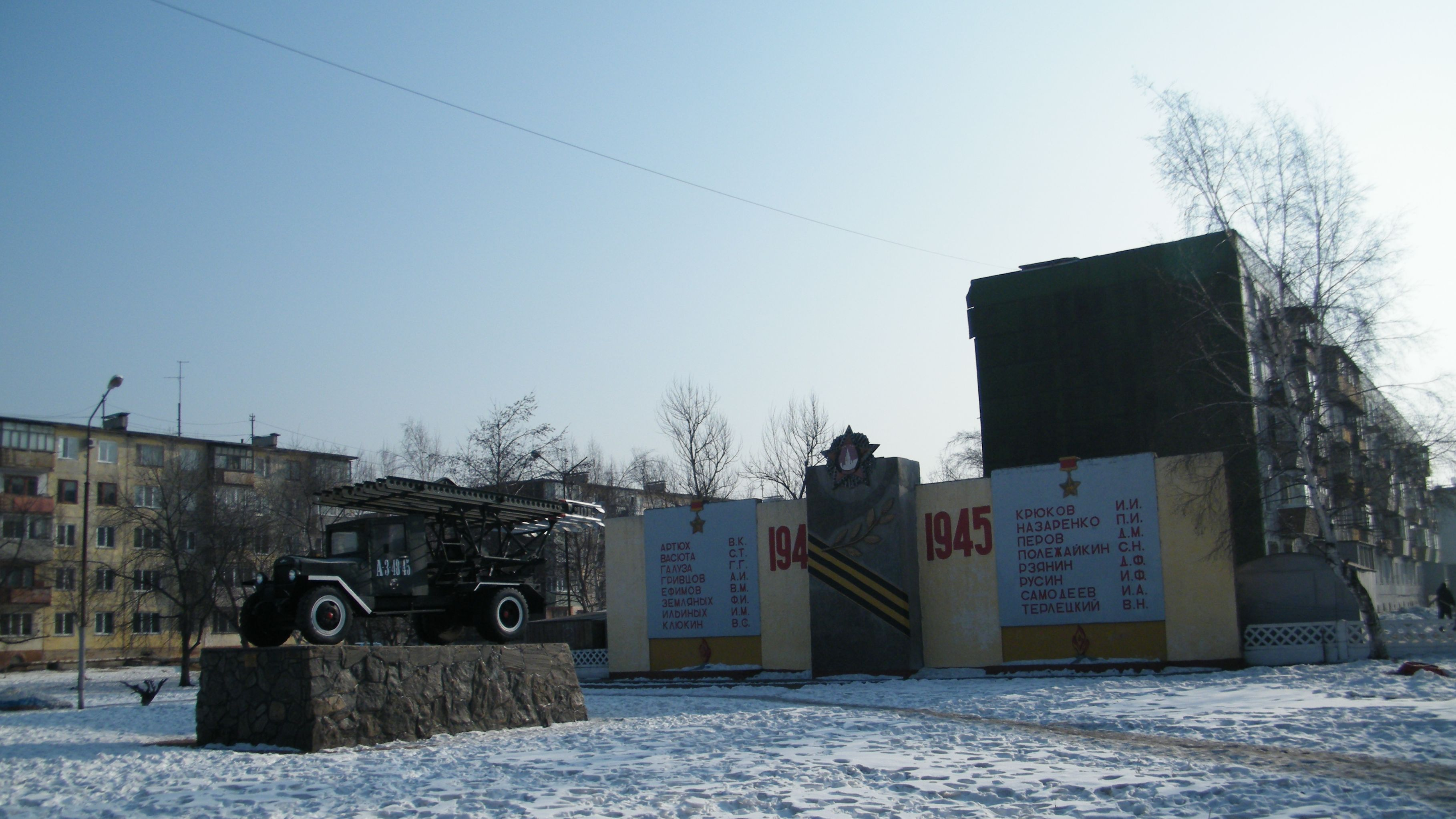
Город Уссурийск, УВВАКУ

Имя Героя носят улица в посёлке Погребище, а также площадь и улица в Темрюке. На фасаде школы № 2 в Темрюке установлена мемориальная доска.
Имя воина-водителя, Героя Советского Союза Терлецкого В. Н. увековечено на стене памяти Уссурийского высшего военного автомобильного командного училища.